# محمد رستمی (سیاستمدار)
محمد رستمی (زاده ۱۳۵۵ نیشابور) سیاستمدار ایرانی است که نماینده حوزه انتخابیه نیشابور، فیروزه، زبرخان و میان‌جلگه در دوره دوازدهم مجلس شورای اسلامی و عضو کمیسیون صنایع و معادن مجلس شورای اسلامی است. 
وی در انتخابات دوازدهمین دوره مجلس شورای اسلامی با کسب ۴۴۴۲۷ رأی به‌عنوان دومین نماینده حوزه انتخابیه نیشابور، فیروزه، زبرخان و میان‌جلگه انتخاب شد. رستمی در سال ۱۳۷۹ مدرک کارشناسی مهندسی مکانیک را از دانشگاه صنعتی شریف و در سال ۱۳۸۱ مدرک کارشناسی ارشد همان رشته را از دانشگاه علم و صنعت ایران گرفت.